# (23436) Alekfursenko
(23436) Alekfursenko est un astéroïde de la ceinture principale.

## Description
(23436) Alekfursenko est un astéroïde de la ceinture principale. Il fut découvert le 21 octobre 1982 à Naoutchnyï par Lioudmila Jouravliova. Il présente une orbite caractérisée par un demi-grand axe de 3,16 UA, une excentricité de 0,20 et une inclinaison de 3,8° par rapport à l'écliptique.

## Compléments